# 大學鎮區 (密蘇里州聖路易斯縣)
大學鎮區（英語：University Township）是位於美國密蘇里州聖路易斯縣的一個行政鎮區。

## 地方資料
大學鎮區的面積為19.00平方千米，皆為陸地。根據2020年美國人口普查的數據，當地共有人口30969人，而人口密度為每平方千米1,629.95人。